# Pavel Stratil
Pavel Stratil, (* 17. dubna 1945 Olomouc) je bývalý fotbalový reprezentant Československa, prvoligový útočník Teplic a Sparty Praha.

## fotbalová kariéra

### Hráč Teplic
Levá spojka v útoku, fyzicky zdatný, oplýval výtečnými technickými kousky, nikoliv rychlostí. Ovládal umění velmi přesných přihrávek ze své levé strany do pokutového území. Uměl dobře střílet ze střední vzdálenosti. V teplickém klubu (dnešní FK Teplice) hrál 9 let, od roku 1966, nastoupil v 464 zápasech a nastřílel za svůj žlutomodrý tým 254 gólů, z toho 70 v 1. lize. Stal se proto teplickou fotbalovou legendou. Několikrát se umístil v první desítce ankety Fotbalista roku, v roce 1970 na devátém, v roce 1971 druhém, v roce 1972 na pátém a roku 1973 na 11. místě. V Poháru UEFA nastoupil za Teplice ve 2 utkáních a dal 1 gól.

### Reprezentace
V letech 1970 až 1975 nastoupil ve 22 mezistátních utkáních za národní tým ČSSR. Ve dvou z nich dokázal vstřelit branku. Byl členem náhradní jedenáctky po distancování týmu po nevyvedeném turnaji Mistrovství světa v kopané v Mexiku a místo si udržel. Hrával v útočné trojici s Petrášem, Kabátem, také s Nehodou a dalšími tehdejšími fotbalovými útočníky. Poslední reprezentační zápas odehrál ve Vídni v roce 1975 proti domácímu Rakousku. Za juniorskou reprezentaci nastoupil ve 3 utkáních a za olympijskou reprezentaci nastoupil v 7 utkáních a dal 6 gólů.

### Hráčem Sparty
V roce 1975 se rozhodl změnit klub a přestoupil do týmu Sparta Praha. Zůstal zde dva roky, během nichž sehrál na Letné 106 zápasů. Vítěz Československého poháru 1976. V Poháru vítězů pohárů nastoupil za Spartu v 1 utkání.

### Na závěr kariéry
Po skončení kariéry prvoligového hráče odešel v roce 1977 (ve svých 32 letech) do divizního týmu FK Kolín a pomohl mu postoupit do národní ligy. Poté si ještě zahrál za SK Vyžlovka na Kolínsku ve III. třídě. Ještě dlouho po své padesátce si občas zahrál za starou gardu Sparty a internacionály ČR. Před odchodem do důchodu podnikal v dopravě.

## Ligová bilance
| Ročník                                   | Zápasy | Góly | Klub               |
| ---------------------------------------- | ------ | ---- | ------------------ |
| 1. československá fotbalová liga 1966/67 | 26     | 8    | Sklo Union Teplice |
| 1. československá fotbalová liga 1967/68 | 22     | 2    | Sklo Union Teplice |
| 1. československá fotbalová liga 1968/69 | 23     | 14   | Sklo Union Teplice |
| 1. československá fotbalová liga 1969/70 | 22     | 4    | Sklo Union Teplice |
| 1. československá fotbalová liga 1970/71 | 29     | 14   | Sklo Union Teplice |
| 1. československá fotbalová liga 1971/72 | 28     | 11   | Sklo Union Teplice |
| 1. československá fotbalová liga 1972/73 | 25     | 6    | Sklo Union Teplice |
| 1. československá fotbalová liga 1973/74 | 29     | 8    | Sklo Union Teplice |
| 1. československá fotbalová liga 1974/75 | 27     | 3    | Sklo Union Teplice |
| 2. československá fotbalová liga 1975/76 | -      | -    | Sparta Praha       |
| 1. československá fotbalová liga 1976/77 | 19     | 2    | Sparta Praha       |
| CELKEM 1. liga                           | 245    | 72   |                    |